# Алексеев, Аркадий Владимирович
Аркадий Владимирович Алексеев (17 октября 1946, Казань — 29 июля 2018, Москва) — советский и российский океанолог, член-корреспондент Российской академии наук, заместитель руководителя Управления земельно-имущественного комплекса РАН.

## Биография
Родился в 1946 году в Казани. Выпускник кафедры теоретической физики Казанского университета. В 1997 году был избран членом-корреспондентом РАН по Отделению наук о земле, состоял в Дальневосточном отделении РАН. Был заместителем директора Тихоокеанского океанологического института им. В. И. Ильичёва, заместителем председателя ДВО РАН, первым заместителем директора Агентства по управлению имуществом РАН.
С 2003 г. научная и научно-организационная деятельность Аркадия Владимировича проходила в Москве. Он работал в Институте океанологии им. П. П. Ширшова РАН и Управлении земельно-имущественным комплексом РАН. Последние годы жизни был советником РАН .
Скончался А. В. Алексеев 29 июля 2018 года в Москве. Похоронен на Троекуровском кладбище (участок 18).

## Научные достижения
А. В. Алексеев является создателем на Дальнем Востоке научной школы в области дистанционных методов океанологии. Им выполнены исследования по развитию дистанционного контроля химического состава морской воды и лазерного мониторинга окружающей среды; разработаны методики использования лазерной техники, когерентной и полихроматической спектроскопии для анализа параметров нижней атмосферы и верхнего слоя океана, что дало возможность получать и обрабатывать большие массивы океанологических данных в режиме реального времени на значительных акваториях. А. В. Алексеевым развиты принципы мониторинга полей распределения тяжёлых металлов в океане с использованием электронного парамагнитного резонанса. Метод электронного парамагнитного резонанса учёный одним из первых применил для анализа солевых растворов Красного моря и особенностей формирования донных отложений. В области динамики когерентных процессов и нелинейной квантовой акустики им получены важные результаты по влиянию многочастичных взаимодействий на релаксацию неравновесных квантовых систем, поглощению и генерации высокочастотного ультра- и гиперзвука.

## Награды и премии
- Орден «Знак Почёта»
- Почётная грамота ВМФ Министерства обороны СССР «За заслуги в изучении океана»
- Медаль ордена «За заслуги перед Отечеством» II степени (1997)[1]

## Основные публикации
- Полихроматическая спектроскопия / А. В. Алексеев, Ю. А. Зинин, Е. Д. Холодкевич; Рос. акад. наук. Дальневост. отд-ние. Тихоок. океанол. ин-т. — Владивосток : Дальнаука, 1999. — 193, [2] с. : ил.; 21 см; ISBN 5-7442-1150-0

Диссертации
- Алексеев, Аркадий Владимирович. Резонансное взаимодействие звука с квантовыми системами : дис. … канд. физ.-матем. наук : 01.00.00. — Казань, 1972. — 121 с.
- Алексеев, Аркадий Владимирович. Динамика когерентных акустических процессов : дис. … докт. физ.-матем. наук : 01.04.06. — Владивосток, 1986. — 316 с. : ил.